# Michel Lemieux
Pour Michel Lemieux (producteur), voir Michel Lemieux (producteur).
Michel Lemieux, né  le 13 février 1959 à Indianapolis (États-Unis), est un artiste multidisciplinaire québécois : scénographe, compositeur, réalisateur et metteur en scène. Il a conçu un grand nombre de spectacles, installations et méga événements extérieurs.

## Biographie
Michel Lemieux a terminé ses études en production à l'École nationale de théâtre du Canada (située à Montréal) en 1979. 
Il est reconnu internationalement pour l’originalité et l’accessibilité de ses créations, alliant les nouvelles technologies aux arts de la scène et aux installations multimédias muséologiques. Son audace et sa grande connaissance des moyens techniques lui ont permis de concevoir bon nombre de spectacles, installations et méga événements extérieurs.[Interprétation personnelle ?]
Les plus récents spectacles mixmédias de sa compagnie de recherche artistique lemieux.pilon 4d art sont : NORMAN (hommage à Norman McLaren) (2007), La Tempête (2005), Anima (2002) et Orféo (1998), Pôles (1996) — en collaboration avec PPS Danse — et Grand Hôtel des Étrangers (1994). Ses créations sont présentées internationalement.
En collaboration avec Victor Pilon, Michel Lemieux a créé six spectacles et installations multimédias permanents dans divers musées et lieux touristiques du Québec et du Canada. Depuis 1986, il a également écrit, réalisé ou mis en scène plusieurs courts métrages, vidéoclips, publicités et émissions télévisuelles. Au printemps 2003, avec Pilon, il signait la conception visuelle d’une production télévisuelle de l’œuvre musicale de Gustav Holst, Les Planètes, présentée sur les réseaux anglais et français de Radio-Canada.
Avec Victor Pilon, Michel Lemieux participe à la réalisation d'événements spéciaux dont La Nuit de Montréal (1992), le défilé de nuit pour l’ouverture des célébrations du 350e anniversaire de Montréal, Harmonie 2000, le spectacle pour les célébrations du nouveau millénaire, et plusieurs autres. En juillet 2004, Lemieux et Pilon assuraient la direction artistique de Soleil de minuit, le spectacle de clôture du Festival international de jazz de Montréal (FIJM), pour souligner le 20e anniversaire du Cirque du Soleil ainsi que les 25 ans du FIJM. Il a cosigné la mise en scène de Delirium, le premier spectacle du Cirque du Soleil à être présenté dans les stades et les arénas. 
En 2008, il faisait, toujours avec Pilon, la mise en scène de Starmania, première version opéra de l’œuvre de Luc Plamondon et Michel Berger.
Michel Lemieux est l’un des fondateurs de la compagnie de danse La La La Human Steps.
Les archives de Michel Lemieux sont conservées au sein du fonds Lemieux Pilon 4D Art (P1004) qui est conservé au centre BAnQ Vieux-Montréal de Bibliothèque et Archives nationales du Québec.

## Réalisations en collaboration avec Victor Pilon
- 2014 – Territoires Oniriques - 30 ans de création scénique Installation médiatique dans le cadre d'art contemporain au Musée des Beaux-Arts de Montréal 1er mai au 31 août 2014
- 2014 – Icare Texte de Olivier Kemeid. Une production Lemieux Pilon 4D Art en coproduction avec Théâtre du Nouveau Monde.
- 2013 – Continuum  Au Planetarium Rio Tinto Alcan et Espace pour la vie jusqu'au 2 novembre 2014.
- 2011 – La Belle et la Bête Texte de Pierre Yves Lemieux. Une production Lemieux Pilon 4D Art en coproduction avec Théâtre du Nouveau Monde.
- 2008 – Starmania Opéra De Luc Plamondon et Michel Berger. Une coproduction de L'Opéra de Montréal et de l'Opéra de Québec.
- 2007 – NORMAN Créé avec la participation de Peter Trosztmer. Une production de Lemieux  Pilon 4D Art en collaboration de l’ONF. Une coproduction de la Place des Arts, Montréal, de Scène Québec du Centre national des arts d'Ottawa, de Luminato Toronto Festival of Arts and Creativity et l'Espace Jean Legendre de Compiègne en France.
- 2006 – DÉLIRIUM Production du Cirque du Soleil.
- 2005 – La Tempête En collaboration avec Denise Guilbault. Une production de Lemieux Pilon 4D Art en coproduction du Théâtre du Nouveau Monde.
- 2004 – Soleil de minuit Une coproduction du Festival international de jazz de Montréal et du Cirque du Soleil.
- 2003 – Les Planètes Production télévisuelle produite par Amérimage Spectra et diffusée par Radio-Canada et la CBC.
- 2002 – Anima En collaboration avec Johanne Madore. Une production de Lemieux Pilon 4D Art.
- 2000 – Translucide Œuvres permanentes au Palais des Congrès de Montréal. En collaboration avec Jean-François Cantin et Martin Leblanc de Nomade. Gagnant du concours 1 % ; Ceci est une Sphère / This is a Sphere Spectacle dans le cadre de Montréal en Lumière
- 1999 – Harmonie 2000 / Harmony 2000 Spectacle produit par le Centre national des Arts d’Ottawa pour le Casino de Hull ; Océan d’espoir / Ocean of Hope Direction artistique et réalisation en collaboration avec Design Communication inc. Spectacle permanent présenté au musée Pier 21.
- 1998 – Orféo Une production de Lemieux Pilon 4D Art en coproduction du John F. Kennedy Centre, de Washington, le Centre national des Arts, d’Ottawa, et l’Usine C, de Montréal.
- 1997 – Voyage dans le temps / Time Voyage En collaboration Design Communication inc., du spectacle multimédia permanent présenté au centre d’interprétation de la Cité de l’énergie.
- 1996 – Pôles En collaboration avec Pierre-Paul Savoie et Jeff Hall. Une production de Lemieux Pilon 4D Art et P.P.S. Danse.
- 1995 – ADISQ Direction artistique et mise en scène du spectacle de l’ADISQ pour la télévision de Radio-Canada. Hommage à la musique du Cirque du Soleil Production du Festival international de jazz de Montréal ; La Route des Étoiles / Reach for the Stars En collaboration avec Design Communication inc. Spectacle multimédia présenté au Cosmodôme de Laval.
- 1994 – Grand Hôtel des Étrangers Une production de Lemieux Pilon 4D Art. Spectacle multimédia de poésie virtuelle, d’après la poésie de Claude Beausoleil ; Territoire Intérieur — « À mille lieux » Conception et direction d’une installation vidéo.
- 1993 – Feux Sacrés / Act of Faith Fresque multimédia présentée à la Basilique Notre-Dame de Québec ; Territoire Intérieur — « À mille lieux » Conception et direction d’une installation vidéo.
- 1992 – Têtes Chercheuses Performance multidisciplinaire dans le cadre du 25e anniversaire du Centre Saidye Bronfman ; UZEB au Festival international de jazz de Montréal Événement spécial du Festival international de jazz de Montréal avec le groupe Uzeb ; La Nuit de Montréal Grand défilé de nuit pour l’ouverture des célébrations du 350e anniversaire de Montréal en collaboration avec Richard Balckburn. Télédiffusé par Radio-Canada. Territoire Intérieur — « À mille lieux »  ;  Conception et direction d’une installation vidéo ; Naïf, de Michel Rivard Conception du spectacle de tournée de Michel Rivard, scénographie, mise en scène. Gagnant du Félix du meilleur metteur en scène.
- 1991 – In Mid Air Spectacle multidisciplinaire réalisé avec Exploration Theatre dans le cadre du Festival 2000 du Hong Kong Art Centre.
- 1990 – Voix de passage / Free Fall Une production de Lemieux Pilon 4D Art. Spectacle multidisciplinaire de tournée de Michel Lemieux ; Le Souffle de Pythagore En collaboration avec la danseuse Heather Mah et le chorégraphe Pierre-Paul Savoie.

## Prix et nominations
- 2015 - Compagnon de l'Ordre des arts et des lettres du Québec
- 2014 – Chevaliers de l'Ordre national du Québec pour Michel Lemieux et Victor Pilon.
- 2013 – Officiers de l’Ordre du Canada pour Michel Lemieux et Victor Pilon.
- 2011 – Prix Gascon-Roux de la meilleure  création et mise en scène, du meilleur décor et des meilleurs éclairages pour LA BELLE ET LA BÊTE.
- 2010 – Journal de Montréal : DÉLIRIUM et STARMANIA, L’OPÉRA parmi les 10 meilleurs spectacles de la décennie.
- 2008 – Angel Award pour l'excellence artistique du spectacle NORMAN décerné par le journal britannique The Argus.
- 2007 – Nomination au Grand Prix des arts du Conseil des Arts de Montréal pour NORMAN.
- 2005 – Masque de la contribution spéciale pour le concept multimédia de LA TEMPÊTE décerné par l’Académie québécoise du théâtre.
- 2005 – Prix Gascon-Roux de la meilleure mise en scène, des meilleurs éclairages et de la meilleure conception sonore pour LA TEMPÊTE.
- 2005 – Prix du mérite technique de l’Institut canadien des technologies scénographiques pour LA TEMPÊTE.
- 2004 – Nomination au Félix de la meilleure bande sonore pour ANIMA.
- 2000 – Gagnant : intégration des arts à l’architecture et l’environnement du nouveau Palais des Congrès de Montréal.
- 2000 – Nomination au Masque de la contribution spéciale pour les projections virtuelles et scéniques du spectacle ORFÉO.
- 1998 – Grand Prix Graffika pour la conception du site Internet www.4dart.com.
- 1992 – Récipiendaire d’un Félix pour la mise en scène du spectacle Naïf, de Michel Rivard.
- 1990 – Nomination au Félix de la meilleure mise en scène pour VOIX DE PASSAGE.
- 1985 – Récipiendaire de quatre Félix pour le spectacle SOLIDE SALAD  dans les catégories Spectacle de l'année, Concepteur d'éclairage, Régisseur et Metteur en scène de l'année.
  - Nominations à sept autres Félix pour le spectacle SOLIDE SALAD.

## Videoclips
- Love Can Kill, coconception, 1989.
- Volcano, coconception, 1988.

## Paroles et musique
- Anima, coproduction lemieux.pilon 4 d art et XXI-21 Productions Inc., 2003.
- Free Fall (paroles), spectacle Free Fall.
- Chercher (paroles), spectacle Voix de passage.
- Quelqu’un (paroles), spectacle Voix de passage.
- Volcano (paroles et musique), album de Michel Lemieux, Polygram, 1988.
- Love can kill (paroles), album Taming the power inside, de Michel Lemieux, 1988.